# San Isidro, León
San Isidro är en ort i Mexiko.   Den ligger i kommunen León och delstaten Guanajuato, i den centrala delen av landet, 300 km nordväst om huvudstaden Mexico City. San Isidro ligger 1 780 meter över havet och antalet invånare är 156.
Terrängen runt San Isidro är huvudsakligen platt, men åt nordväst är den kuperad. Runt San Isidro är det tätbefolkat, med 683 invånare per kvadratkilometer. Närmaste större samhälle är León de los Aldama, 12,1 km norr om San Isidro. Omgivningarna runt San Isidro är en mosaik av jordbruksmark och naturlig växtlighet.